# Сили, Гарри Говир
Гарри Говир Сили (англ. Harry Govier Seeley; 18 февраля 1839, Лондон — 8 января 1909, Кенсингтон) — британский палеонтолог. В 1887 году Сили предложил разделить динозавров на два отряда: ящеротазовых (Saurischia) и птицетазовых (Ornithischia).

## Биография
В 1872 году Сили переехал в Лондон. В тамошних Кингс-колледже, Квинс-колледже и Бедфорд-колледже он работал с 1876 года профессором географии, затем преподавателем геологии и физиологии в Далидж-колледже. С 1896 по 1905 годы он был профессором геологии и минералогии в Кингс-колледже.
Сили опубликовывал в 1888 году свои научные результаты, где разделил динозавров на две большие группы на основании природы их тазовых костей и суставов. Он рассматривал обе группы настолько отличными, что придерживался мнения о раздельном происхождении (полифилия). Только в 1980-е годы с помощью кладистических анализов было подтверждено, что у обеих групп в триасовом периоде был общий предок (монофилия). Сили впервые описал и дал научное название многим таксонам динозавров, напр. Agrosaurus (1891), Anoplosaurus (1878), Aristosuchus (1887), Craterosaurus (1874), Macrurosaurus (1869), Orthomerus (1883), Priodontognathus (1875), Rhadionsaurus (1881) и Thecospondylus (1882).
В июне 1879 года он был принят в Лондонское королевское общество. Он был также членом Лондонского Линнеевского общества, Геологического общества Лондона и Зоологического общества Лондона.